# 刚刺杜鹃
刚刺杜鹃（学名：Rhododendron setiferum）为杜鹃花科杜鹃花属下的一个种。